# Acajou Brûlé nº 1
Acajou Brûlé n.º 1 es una sección de comuna que forma parte de la comuna haitiana de Cerca-la-Source.

## Demografía
| Gráfica de evolución demográfica de Acajou Brûlé n.º 1 entre 2009 y 2015 |
|                                                                          |

Los datos demográficos contemplados en este gráfico de la sección de comuna de Acajou Brûlé n.º 1 son estimaciones que se han cogido para los años 2009, 2012 y 2015 de la página del Instituto Haitiano de Estadística e Informática (IHSI). 